# Euselasia euodias
Euselasia euodias is een vlindersoort uit de familie van de prachtvlinders (Riodinidae), onderfamilie Euselasiinae.
Euselasia euodias werd in 1856 beschreven door Hewitson.